# Dolors Canals i Farriols
Dolors Canals i Farriols (Barcelona, 13 de marzo de 1913-Barcelona, 31 de marzo de 2010) fue una médica, especializada en puericultura, psicóloga, bióloga, pedagoga e investigadora científica española. Fue una de las pioneras del proyecto educativo sobre la primera infancia, entre 0 y 6 años, durante la Guerra civil española. Al inicio de la Guerra civil fue nombrada directora de las Guarderías de Guerra de Cataluña, que se enmarcaban en el movimiento pedagógico avanzado y renovador de la Segunda República española. El exilio la llevó a vivir en Francia, la República Dominicana y Cuba, y durante 34 años a Estados Unidos, donde siguió investigando y aplicando sus conocimientos sobre el desarrollo y educación infantil. Tras la muerte de Franco, regresó a Barcelona en 1976 y creó el «Centro 0-3 de Barcelona» de documentación, investigación y formación profesional de la Diputación Provincial de Barcelona.

## Trayectoria
Canals nació en Barcelona en 1913. Era la primogénita de Mercè Farriols y de Oriol Canals, una familia acomodada residente a la derecha del Eixample. Su padre era ingeniero y se ocupaba de la fábrica textil Algodonera Oriol Canals (también conocida como Can Mestres) en La Sagrera. A los cinco años, quedó huérfana de padre a causa de la pandemia de gripe de 1918. Recibió gran influencia del abuelo materno, un médico al que acompañó para hacerle de intérprete con solo 12 años, en un viaje a París para un congreso. Este le regaló su primer microscopio. La educación que recibió en Les Dames du Sacré Coeur, junto con un ambiente familiar culto, le permitieron acceder a un amplio conocimiento científico y humanístico.
Con 18 años, vivió la proclamación de la República Catalana por Francesc Macià en abril de 1931, y los cambios que supusieron el giro hacia la democracia y una economía más social, cruciales para un país tan retrasado como era entonces España. A contracorriente y sin el consentimiento familiar, decidió estudiar medicina y especializarse en puericultura, debido a su curiosidad por el desarrollo humano, en la Universidad de Barcelona.Hablaba 5 idiomas.
Al inicio de la Guerra civil española, en julio de 1936, empezó en Cataluña una etapa revolucionaria que, en el ámbito de la enseñanza produjo cambios radicales. Tanto sindicatos como iniciativa privada, el Ministerio de Instrucción Pública o la Generalidad de Cataluña, tuvieron que afrontar y responder a los desequilibrios que causaba la guerra, y en especial, la atención de la infancia. La Confederación Nacional del Trabajo (CNT) y la Generalidad de Cataluña crearon el Consejo de la Escuela Nueva Unificada (CENU) que, con la elaboración del Plan General de Enseñanza, bajo el concepto de escuela unificada reestructuró todo el sistema educativo y en especial a las instituciones de las guarderías y las escuelas maternales.

Canals vio truncada su carrera académica. Se ofreció a la Generalidad de Cataluña para colaborar en la defensa de los nuevos ideales y avances que impulsaba la Segunda República. Se le encargó dirigir el servicio de guardería en la fábrica Manufactures Bofarull de Sants y después el de la Industrial Montalfita de Badalona. Las guarderías daban servicio en las fábricas a las mujeres trabajadoras sustitutas de los hombres que iban a luchar en el frente. También fueron muy valiosas en la acogida de niños refugiados que llegaban de toda España. Ambos centros pilotos fueron "instituciones activas, dedicadas a una conjunción sanitaria-educativa-social-investigadora", con una nueva concepción en la educación de los bebés y de las prácticas y procedimientos, que despertó el interés internacional. En una entrevista, Canals indicó:
«...como hacían falta auxiliares, a medida que la guerra iba haciendo estragos con la materia prima y dejaba a las mujeres de las fábricas sin trabajo, nosotros las recogíamos para formarlas».
También supuso para muchos niños una importante mejora de la salud al introducirles los hábitos de higiene, los baños de sol y la adecuada socialización al compartir actividades con otros niños. Aquella experiencia fue para Canals un campo de investigación y experimentación donde poder contrastar y aplicar todo el conocimiento académico adquirido y poner en práctica las innovaciones de las nuevas corrientes pedagógicas.
Muy pronto fue delegada del Ministerio de Trabajo para organizar las guarderías de guerra en toda Cataluña, durante los años 1936 y 1939. Estas guarderías transformaron las guarderías tradicionales en centros donde colaboraban especialistas de diversas disciplinas –pediatría, psicología, higiene, pedagogía– para contribuir al desarrollo de las potencialidades de cada niño. Una concepción pedagógica de este tipo apelaba a la interdisciplinariedad y requería a un profesorado formado en una carrera científica y a la vez aplicada. El proyecto de las guarderías de guerra ha sido valorado en la historia de la pedagogía catalana como el único intento de educación global, coherente y moderno, de 0 a 6 años.
Al inicio de la guerra, en el verano de 1936, en una exposición de arte gótico en Barcelona, conoció al pintor Joan Junyer i Pascual-Fibla. Se casaron civilmente en diciembre de 1938.
Al final del conflicto bélico, Canals se exilió con su marido en París donde se instalaron en el estudio que su esposo poseía. Publicó su primer artículo científico que tuvo eco internacional Los efectos de la estimulación sensorial sobre la actividad muscular de los niños de un año, fruto de la experiencia en las guarderías de la República. Con la amenaza del nazismo sobre Europa se marcharon, primero hacia Santo Domingo, donde llegaron el 7 de noviembre de 1939. Allí colaboró con la Escuela de enfermería de la Cruz Roja Dominicana para dirigir un área de capacitación; y en la II Reunión Interamericana del Caribe, celebrada  en junio de 1940, fue la encargada de defender la ponencia dominicana sobre constituir una Junta Puericultora del Caribe, que fue aprobada. También impartió la conferencia Sentido práctico de la puericultura, en un ciclo en el Ateneo Dominicano en el que colaboraron otros refugiados españoles llegados a la isla. En enero de 1940 escribió un artículo sobre educación preescolar en la revista La Nación.
Al año siguiente se trasladó a La Habana, Cuba, donde reanudó las investigaciones con recién nacidos en el Hospital Calixto García, que compaginaba con la docencia en la facultad de medicina y de pedagogía, ejerciendo como profesora de Puericultura y Pediatría. Allí publicó su primer libro, La infancia del Caribe en la obra de JJ Rousseau. En esta obra recogía las investigaciones y filmaciones realizadas en los meses de estancia en Cuba. El 28 de febrero de 1941 realizó en la Institución Hispanocubana de Cultura, la conferencia: Origen, historia y futuro de la sociedad organizada para los tres primeros años de vida. También, colaboró con el boletín de la Sociedad Cubana de Pediatría.
En 1942 marchó a Estados Unidos donde se estableció en Nueva York, pero regresó a Cuba en varias ocasiones. En una de ellas, en septiembre de 1953, para participar en el Congreso de Pediatría de La Habana impartiendo conferencias en el Lyceum y Lawn Tennis Club de la Universidad de La Habana.

Al llegar a Estados Unidos, Canals se presentó en el United States Children's Bureau del gobierno federal de Washington D. C. que la recomendó en el Departamento de Salud y Educación de Nueva York. Durante la Segunda Guerra Mundial, la hicieron jefe de la primera guardería de guerra que hubo en la ciudad, siguiendo el mismo modelo puesto en práctica en Cataluña, en la que trabajó de 1942 a 1944. También fue responsable y locutora de un programa radiofónico de divulgación sobre pediatría en la CBS-Voice of America, emitido internacionalmente cada semana desde el año 1944 hasta 1953. Hablando de este programa en una entrevista, muestra su sentido práctico:
«Si esperábamos que las revistas científicas de cada país publicaran nuestros estudios —que en muchos casos implicaban una drástica reducción de la mortalidad infantil—, hubiéramos tardado años, en cambio, a través de retransmisiones locales pudimos llegar a todos los rincones. Esto creó una red internacional sobre el desarrollo humano»
El propio departamento de Nueva York le encargó la dirección del Inwood Child Center de la ciudad. Posteriormente trabajó en Editor International Publications y dirigió el departamento médico del Manager Medical Literature Control, la sección editorial de una empresa de productos farmacéuticos, desde 1963 hasta 1972.
En 1976, tras la muerte del dictador Franco, Canals y su marido, decidieron regresar a Cataluña, donde creó el «Centro 0-3 de Barcelona» dedicado a la documentación, investigación y formación de profesorado. Además, sugierió poner en marcha en Cataluña un programa de antropometría infantil para mejorar y unificar el control del desarrollo infantil de 0 a 5 años, para evitar retrasos y detenciones en el crecimiento.
En 1986, en el marco de la Escuela de Verano de Rosa Sensat, se celebró la conmemoración del cincuentenario de las Guarderías de Guerra (1936-1939) con una exposición y conferencia dictada por Canals.
A veinte días de la inauguración de los Juegos Olímpicos de Barcelona en 1992, la Asociación de Maestros Rosa Sensat publicó el dossier sobre la exposición La educación física, del nacimiento a los tres años, que dirigió Canals.
Dos años más tarde, en 1994, murió su marido. Canals murió el 31 de marzo de 2010, en Barcelona, a los 97 años.

## Ideario y legado
Canals fue sobre todo una mujer de acción con una obra teórica más bien escasa, aunque escribió varios artículos y libros vinculados a sus investigaciones, destacó por su ideario más práctico, que divulgó en numerosas entrevistas en prensa, radio y televisión.

Proporcionó una base científica a las escuelas preescolares que habían desarrollado pedagogas como Pauline Kergomard (1938-1925) que transformó los orfanatos con una simple función de protección social, a integrarlos en el sistema educativo. Sin embargo, Canals se centró en los infantes de 0 a 3 años, en lugar de los 2 a 6 años que era lo habitual. Inspirada por Friedrich Fröbel y Montessori, los principios del naturalismo de Rousseau y del evolucionismo de Darwin o Spencer, buscó construir una educación infantil de base científica. En la línea pedagógica de Bain, Demoor y Jonckheere, vio la educación como una ciencia de base fisiológica, donde células, tejidos, respiración, circulación de la sangre, motricidad son los condicionantes de base para la educación de los niños.
«Los niños tienen capacidades no reconocidas para pensar por cuenta propia. Son pequeños científicos que requieren un mundo amplio a su alrededor para desarrollarse» (...) «Llegan a un mundo de adultos y aprenden a adaptarse ya adquirir de éstos lo que necesitan. A los 3 meses identifican fonemas y expresiones faciales de otras especies, a los 9 meses pueden hacer una huelga de hambre ya los 2 años, un sabotaje que altere a aquellos adultos todopoderosos» (...) «Los niños de 0 a 3 años tienen una capacidad de aprender no reconocida y es necesario facilitarles el ambiente adecuado para que se desarrollen. Hay que evitar aferrarse a principios de tipo tradicional o religioso para no hacerles un molde restrictivo cultural.»
En Canals la afición por el deporte le venía de familia (su hermano Oriol fue el primer deportista catalán olímpico en unos juegos de invierno, los de 1936), y defendía que la educación física era el eje central de la maduración del niño, ya desde el nacimiento hasta los 3 años, y a lo largo de toda su vida. Creía que "el cuerpo es nuestro instrumento de vida" y se oponía a las costumbres tradicionales de envolver al niño, impedirle los movimientos y obligarle a la pasividad. Veía en el adecuado desarrollo de la infancia, la posibilidad de mejora de la especie, en un proceso que la cultura nunca debería interferir, sino que por el contrario debería cooperar por el crecimiento libre y progresivo de los niños.

## Centro 0-3 de Barcelona
El Centro de desarrollo humano del nacimiento a los tres años, «Centro 0-3 de Barcelona», fue fundado por Canals en 1989, y se constituyó con una finalidad triple: como centro de documentación, de investigación y de formación profesional.  Los trabajos realizados buscaban la colaboración con otras entidades e instituciones. Lo que motivaba la creación de esta institución centrada en la etapa del nacimiento (que consideraba como la que marca la independencia fisiológica) y los tres años (para Canals, la primera adolescencia de la infancia), es que se producen unos cambios y experiencias de vital importancia para el resto de la vida de una persona. Consideraba que no sólo hacía falta profesionales bien formados trabajando en equipos pluridisciplinares, sino también un proyecto de futuro que velara por los avances en esta área.
Canals pensaba que las guarderías debían tener un doble papel; por un lado la necesaria responsabilidad del desarrollo infantil en manos de personas expertas, y por otro, la también necesaria concepción de que la mujer debía ser protagonista de su vida. El entorno social en los países industriales había cambiado drásticamente a partir de la incorporación de la mujer al mundo del trabajo extra-doméstico que, sin embargo, debía compatibilizar con el derecho de los niños a desarrollarse en todo su potencial. El cambio en las relaciones sociales, sobre todo familiares, y la condición de las viviendas actuales le dejaban muy poco margen. Canals era de la opinión de que: «Existe una gran diferencia entre un niño que asiste a un centro 0-3, y un niño de piso».
Como Ellen Key (1849-1926) a principios del siglo XX, Canals intentaba en el «Centro 0-3 de Barcelona», redefinir el concepto de niño protagonista del siglo XXI. Revisar los elementos de la cultura susceptibles de encorsetar su desarrollo, eliminar la actitud prepotente del adulto frente al niño que a menudo le ve como una persona desvalida. Daba pautas para evitar tanto la sobreprotección como la desatención y definía los elementos que conforman el ambiente (espacio, escaleras, mobiliario, materiales…) que permitieran el potencial de su motricidad natural, para obtener un desarrollo óptimo y lo más autónomo posible.
En colaboración con la Universidad Autónoma de Barcelona, llevó a cabo un estudio comparativo sobre el desarrollo infantil en el que se contrastaban los datos obtenidos de población infantil en Barcelona y comarcas, con los obtenidos en estudios equivalentes de Shanghái. Las conclusiones y datos de este estudio sirvieron para la elaboración de la gráfica universal sobre el desarrollo de la infancia de la Organización Mundial de la Salud.

## Fundación Canals-Junyer
El 19 de enero de 1999 se constituyó la Fundación Canals-Junyer, con el propósito de realizar y promocionar estudios originales y autóctonos sobre el desarrollo humano del nacimiento a los tres años, en continuidad, con el trabajo iniciado por el «Centro 0-3 de Barcelona», al que la Fundación Canals-Junyer daba apoyo jurídico. La fundación se comprometía con mantener y desarrollar los conceptos esenciales del Centro 0-3. Destacaba la voluntad de mantener el carácter científico de la organización, su autonomía administrativa e independencia profesional, la relación internacional y su proyección de futuro frente al siglo XXI.
La sede de la fundación fue El Consolat, la antigua sede del Consulado de Dinamarca en Barcelona, un palacete situado en la calle Viaducto de Vallcarca, en el barrio de Vallcarca y los Penitentes en el distrito de Villa de Gracia. Disponía de una superficie construida de 472 m² distribuidos en planta baja y dos plantas superiores y contaba con zona ajardinada. El matrimonio Canals y Junyer cedió parte del edificio a la Diputación Provincial de Barcelona, con la condición de mantener el usufructo de las dos plantas superiores por el mismo domicilio y el restante para desarrollar las actividades de la Fundación Canals-Junyer y el Centro 0-3 de Barcelona. Este último se mantuvo en funcionamiento durante once años hasta la muerte de Canals en 2010.
Después de unos años de abandono del edificio, el 19 de marzo de 2015 se firmó la cesión de uso entre la Diputación y el Ayuntamiento de Barcelona, para destinarlo como centro cultural y cívico. En 2023 el Ayuntamiento de Barcelona rehabilitó el edificio y el jardín anexo y abrió al público cómo los Jardines de Canals y Junyer.

## Reconocimientos
En su memoria se nombró a una escuela municipal del barrio de San Martín de Barcelona como Guardería Municipal Dolors Canals.
Por iniciativa de la Comisión Memoria y Género de San Martín, formada por cuatro entidades de mujeres: la Associació Àmbar Prim, el Grup L'Amistat, el Grup de Dones del Foment Martinenc y la Associació de Televisió del Clot; se inició en 2016 una investigación sobre siete pedagogas y maestras para incluirlas en el Nomenclátor de Barcelona, en 2018, se le dedicó a Canals, un jardín ubicado entre las calles de Perpinyà y Palerm, y entre Cristòbal de Moura y Pere Moragues, en el distrito de San Martín.
El Instituto Catalán de la Mujer de la Generalidad de Cataluña, la incluyó en el calendario de 2021, con el que homenajea a mujeres protagonistas de la historia catalana, dedicado este año a pedagogas relevantes. El Ayuntamiento de Barcelona, en 2022, le puso su nombre a un pasaje de la ciudad, en el cruce de la calle del Padre Manyanet con la de Bonaventura Gispert, en el barrio de La Sagrera.Un año más tarde, en 2023 el Ayuntamiento de Barcelona rehabilitó el edificio y el jardín anexo del antiguo edificio de la Fundación Canals-Junyer que se abrió al público cómo los Jardines de Canals y Junyer.

## Obra

#### Selección de investigaciones
- 1941 - Origen, historia y futuro de la sociedad organizada para los tres primeros años de vida (Conferencia en la Institución Hispanocubana de Cultura el 28 de febrero de 1941), Ultra, núm. 56, La Habana, abril de 1941, p. 370-371.
- 1941 - La infancia del Caribe en la obra de J.J. Rousseau. La Havana: Publicado bajo los auspicios de la Universidad de la Habana.
- 1981 - Termoregulación. Infància, 1. p.31-36
- 1982 - El govern informa els pares. Infància, 5. p.26-29
- 1982 - Antropometria: un programa per a la població infantil de Catalunya. Infància, 7. p.37-42
- 1985 - 0-6 a Nova York. Infància, 25. A Plana Oberta: juliol. p. 2-3.[41]
- 1991 - Diguem-ne ESCOLES. Infància, 62. A Plana Oberta: setembre. p. 2.[42]

#### Producida con el Centro 0-3 de Barcelona
- 1992 - L'Educació física: del naixement als tres anys (en català). Barcelona: Rosa Sensat. ISBN 978-8485008803.[43]

- 1993 - La educación física: del nacimiento a los tres años (en castellano). Barcelona: Rosa Sensat. ISBN 978-8485008926.
- 1997 - Guia d'activitats i d'equipaments per a l'educació física 0-3. [Barcelona]: Associació de Mestres Rosa Sensat.
- 1998 - Fites de desenvolupament del naixement als tres anys: Barcelona-Shangai, dades i avaluació contrastades. Bellaterra (Barcelona): Universitat Autònoma de Barcelona, Institut de Ciències de l'Educació, p. 174

- 2001 - Ciència 0-3. Adquisició de principis científics universals, durant la primera infància, per determinació genètica i cultural. Barcelona: Fundació Privada Canals-Junyer.